# 馬克爾 (挪威)
馬克爾（挪威語：Marker）是挪威东福尔郡的一个市镇，行政中心为厄里耶。市镇面积为413平方公里，2004年人口数量为3,409人。
1964年1月1日，勒德内斯和厄于马克合併成馬克爾。欧洲E18公路途徑馬克爾。馬克爾境內的景点有巴斯莫要塞和厄里耶要塞。巴斯莫要塞位于该市西北部勒德内斯约恩湖和海明斯约恩湖之间的一座孤立的山丘上。